# Departamento Morazán
Morazán ist eines von 14 Departamentos in El Salvador und liegt im Nordosten des Landes an der Grenze zu Honduras.
Die Hauptstadt des Departamentos ist San Francisco Gotera. Seinen Namen hat das Departamento vom ehemaligen Präsidenten der Zentralamerikanischen Konföderation José Francisco Morazán Quezada. Gegründet wurde Morazán am 14. Juli 1875.
In Perquín im Departamento Morazán befindet sich das Museo de la Revolución, das des Bürgerkriegs in El Salvador gedenkt.
Die Höhle Cueva del Espíritu Santo ist ein Nationaldenkmal.

## Municipios
Das departamento Morazán ist in 26 Municipios unterteilt:
1. Arambala
2. Cacaopera
3. Chilanga
4. Corinto
5. Delicias de Concepción
6. El Divisadero
7. El Rosario
8. Gualococti
9. Guatajiagua
10. Joateca
11. Jocoaitique
12. Jocoro
13. Lolotiquillo
14. Meanguera
15. Osicala
16. Perquín
17. San Carlos
18. San Fernando
19. San Francisco Gotera
20. San Isidro
21. San Simón
22. Sensembra
23. Sociedad
24. Torola
25. Yamabal
26. Yoloaiquín